# Balcarce
Balcarce – miasto w Argentynie, położone we wschodniej części prowincji Buenos Aires, ok. 70 km od Atlantyku.

## Opis
Miasto założono 22 czerwca 1876 roku. Według spisu powszechnego 17 listopada 2001 roku liczyło 35 150, 27 października 2010 ludność Balcarce wynosiła 38 376.
Przez miasto przebiega linia kolejowa Ayacucho – San Agustín. W miejscowości znajduje się Muzeum Juana Manuela Fangio,
argentyńskiego kierowcy Formuły 1, który się tu urodził.

## Miasta partnerskie
- Castiglione Messer Marino –  Włochy